# Вуэльта Астурии 2024
67-й выпуск Вуэльты Астурии — шоссейной многодневной велогонки по дорогам испанского автономного сообщества Астурия. Гонка прошла с 26 по 28 апреля 2024 года в рамках Европейского тура UCI 2024 и Велошоссейного кубка Испании. Победителем стал мексиканский велогонщик Исаак Дель Торо.

## Участники
В гонке заявлено участие 12 команд.
| UCI WorldTeams (2)- Movistar Team - UAE Team Emirates UCI ProTeams (6)- Burgos-BH - Caja Rural-Seguros RGA - Equipo Kern Pharma - Euskaltel-Euskadi - Polti Kometa - TotalEnergies UCI Continental Teams (8)- ABTF Betão-Feirense - Petrolike - Global 6 United - Illes Balears Arabay Cycling - MENtoRISE MLMsuperstars - Sabgal / Anicolor - Sidi Ali-Unlock Team - Victoria Sports Pro Cycling Team |
| |

## Маршрут
Как и в предыдущем выпуске, первый этап стартовал из Овьедо и финишировал в Пола-де-Лена. «Классическая» трасса по шахтерским долинам с очень приличным пробегом (181 км) и извилистой трассой с пятью категорийными подъемами: Альто Кабруньяна (3-я категория), Альто-де-лас-Лас (2-я категория), Альто-де-лас-Крусес (2-я категория), Альто-дель-Тенебрео (3-я категория) и Эль Кордаль (1-я категория).
В качестве новинки в этом году второй этап стартовал с Рибера-де-Арриба и финишировал в Рибадеселье с горными участками и длинной трассой (200 км). Пелотон отправился в направлении порта Сан-Тирсо (3-я категория), поднялся на Альто-де-ла-Гаргантада (3-я категория), прошел через Пола-де-Сьеро, Наву, Инфиесто и Кангас-де-Онис. Затем последовали новые подъемы: Кольяда-де-Зардон (3-я категория), продолжение через Альто-дель-Торно (2-я категория), где уклон приблизился к 9 % градиенту. Перед тем как гонщики достигли финиша, они поднялись на Альто-де-ла-Робельяда (3-я категория) и взрывной подъем на Коллау-дель-Валье (3-я категория).
Третий и последний этап, который стартовал в Бения-де-Онис, традиционно был короче (140 км) и включал в себя очень сложную горную трассу, Альто-дель-Виоло (2-я категория), которая началась в 9 км от финиша на улице Урия в Овьедо.
| Этап | Дата   | Маршрут                        | type      | Длина (км) | Высота (м) | Победитель      | Лидер генеральной классификации |
| ---- | ------ | ------------------------------ | --------- | ---------- | ---------- | --------------- | ------------------------------- |
| 1    | 26 апр | Кангас-дель-Нарсеа – La Pola   | горный    | 179,1      | 3949 м     | Исаак Дель Торо | Исаак Дель Торо                 |
| 2    | 27 апр | Рибера-де-Арриба – Ribadesella | холмистый | 200        | 2703 м     | Антонио Моргадо | Исаак Дель Торо                 |
| 3    | 28 апр | Benia de Onís – Овьедо         | холмистый | 140        | 1702 м     | Финн Фишер-Блэк | Исаак Дель Торо                 |

## Ход гонки
Товарищ Исаака Дель Торо по команде, Рафал Майка, контролировал ситуацию в небольшом отрыве на первом этапе и не подпустил к Дель Торо соперников, привезя к финишу Эрика Фагундеса и Афонсо Эулайо спустя 1 минуту и 4 секунды.